# Kim An (xã)
Kim An là một xã thuộc huyện Thanh Oai, thành phố Hà Nội, Việt Nam.